# Janusz Pawłowski

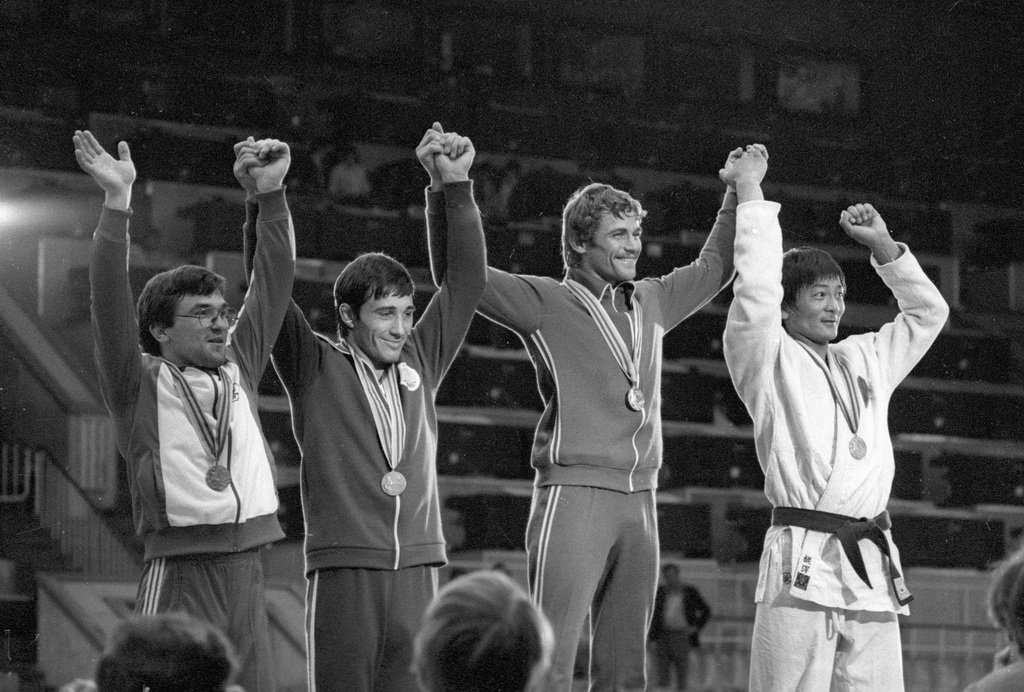
Siegerehrung im Halbleichtgewicht bei den Olympischen Spielen 1980: Janusz Pawlowski, Nedkow, Soloduchin, Damdin (v. l. n. r.)

Janusz Pawłowski (* 20. Juli 1959 in Sopot) ist ein ehemaliger polnischer Judoka. Der 1,65 m große Pole trat im Halbleichtgewicht (bis 65 kg) an und gewann in dieser Gewichtsklasse zwei olympische Medaillen.

## Sportliche Karriere
Pawłowski war bereits 1977 und 1978 Dritter der polnischen Meisterschaften gewesen, 1979 gewann er seinen ersten von insgesamt sechs Landesmeistertiteln. Bei den Judo-Weltmeisterschaften 1979 in Paris unterlag er im Viertelfinale gegen den sowjetischen Judoka Nikolai Soloduchin, nach Siegen gegen den Ungarn Csaba Radnai und den Rumänen Constantin Niculae erhielt er die Bronzemedaille. 1980 belegte Pawłowski den fünften Platz bei den Europameisterschaften. Bei den Olympischen Spielen 1980 in Moskau erreichte er mit drei Siegen das Halbfinale, dort unterlag er dem Mongolen Tsendiin Damdin. Im Kampf um die Bronzemedaille besiegte Pawłowski den Franzosen Yves Delvingt.
Bei den Europameisterschaften 1982 unterlag Pawłowski im Achtelfinale gegen den Franzosen Thierry Rey, erkämpfte sich danach aber mit drei Siegen die Bronzemedaille. Ein Jahr später unterlag er bei den Europameisterschaften gegen Jaroslaw Kříž aus der Tschechoslowakei und kämpfte sich danach erneut bis zur Bronzemedaille durch. Bei den Judo-Weltmeisterschaften 1983 in Moskau erreichte er das Halbfinale und verlor dort gegen Soloduchin. Den Kampf um Bronze gewann er gegen den Österreicher Josef Reiter. 1984 belegte Pawłowski den fünften Platz bei den Europameisterschaften, die Olympischen Spiele 1984 verpasste er wegen des Olympiaboykotts der Ostblockstaaten. Bei den Judo-Weltmeisterschaften 1985 in Seoul belegte er den fünften Platz.
1986 gewann Janusz Pawłowski seine dritte Bronzemedaille bei Europameisterschaften, nachdem er nur gegen den Westdeutschen Joachim Brenner verloren hatte. 1987 belegte er den fünften Platz bei den Europameisterschaften. Bei den Judo-Weltmeisterschaften 1987 in Essen unterlag er gegen Juri Sokolow aus der Sowjetunion und gewann die folgenden Kämpfe; nach 1979 und 1983 war dies seine dritte Bronzemedaille bei Weltmeisterschaften.
Nach einer olympischen Bronzemedaille und je drei Bronzemedaillen bei Welt- und Europameisterschaften erreichte Janusz Pawłowski zum Abschluss seiner Karriere mit fünf Siegen das Finale bei den Olympischen Spielen 1988 in Seoul, im Halbfinale gewann er mit Ippon gegen den Japaner Yōsuke Yamamoto. Das Finale verlor er gegen Lee Kyung-keun aus dem Gastgeberland.